# Patrick Revelles
Pour les articles homonymes, voir Revelles (homonymie).
Patrick Revelles est un footballeur français, aujourd'hui entraîneur, né le 20 septembre 1968 à Perpignan (Pyrénées-Orientales). Son poste de prédilection était attaquant (1,80 m pour 78 kg).

## Biographie
Le 10 mars 1999, lors d'un match de Division 2 avec l'ASSE face au Red Star, disputé au Stade de France, il prend la place dans les buts  de Jérôme Alonzo, blessé, et effectue une prestation remarquée qui contribue à la victoire 1-2 des stéphanois qui retrouvent l'élite à l'issue de cette saison. 

## Carrière

### Joueur
| Saisons   | Clubs               | Pays   | Division   | Matches joués | Buts marqués |
| --------- | ------------------- | ------ | ---------- | ------------- | ------------ |
| 1988-1989 | Sporting Toulon Var | France | Division 1 | 10            | 1            |
| 1989-1990 | Sporting Toulon Var | France | Division 1 | 27            | 3            |
| 1990-1991 | Sporting Toulon Var | France | Division 1 | 28            | 6            |
| 1991-1992 | Sporting Toulon Var | France | Division 1 | 27            | 8            |
| 1991-1992 | AS Monaco           | France | Division 1 | 1             | 0            |
| 1992-1993 | AS Monaco           | France | Division 1 | 16            | 1            |
| 1993-1994 | SM Caen             | France | Division 1 | 19            | 1            |
| 1994-1995 | SM Caen             | France | Division 1 | 11            | 0            |
| 1995-1996 | CS Louhans-Cuiseaux | France | Division 2 | 28            | 9            |
| 1996-1997 | CS Louhans-Cuiseaux | France | Division 2 | 41            | 8            |
| 1997-1998 | Sporting Toulon Var | France | Ligue 2    | 40            | 15           |
| 1998-1999 | AS Saint-Étienne    | France | Ligue 2    | 37            | 13           |
| 1999-2000 | AS Saint-Étienne    | France | Ligue 1    | 14            | 1            |
| 2000-2001 | Le Havre AC         | France | Ligue 2    | 12            | 2            |
| 2002-2003 | SO Cassis-Carnoux   | France | CFA2       | /             | /            |

### Entraîneur
| Saison      | Club entraîné                 | Pays   | Division        |
| ----------- | ----------------------------- | ------ | --------------- |
| 2004-2005   | La Garde (Var)                | France | Moins de 15 ans |
| 2005-2010   | AS Saint-Étienne              | France | Moins de 15 ans |
| Depuis 2010 | Ollioules (Var (département)) | France | Senior          |

## Palmarès de joueur
- Champion de France de Ligue 2 : 1999